# Pediapelta ternaria
Pediapelta ternaria är en tvåvingeart som först beskrevs av Friedrich Hermann Loew 1861.  Pediapelta ternaria ingår i släktet Pediapelta och familjen borrflugor. Inga underarter finns listade i Catalogue of Life.